# Hechtia caudata
Espèce
Classification phylogénétique
Hechtia caudata est une espèce de plantes de la famille des Bromeliaceae, endémique du Mexique.